# CCN (protéine)
Pour les articles homonymes, voir CCN.
Les protéines CCN constituent une famille de protéines de la matrice extracellulaire.

## Rôles
Elles jouent un rôle dans le développement embryonnaire, l'inflammation et la cicatrisation.

## Membres
cette famille compte six membres : 
- CCN1= CYR61 (« cysteine-rich angiogenic protein 61 »)[2]
- CCN2= CTGF (« connective tissue growth factor »)[3]
- CCN3= NOV (« nephroblastoma overexpressed »)[4]
- CCN4= WISP1 (« WNT1 inducible signaling pathway protein-1 »)[1]
- CCN5= WISP2 (« WNT1 inducible signaling pathway protein-2 »)[5]
- CCN6= WISP3 (« WNT1 inducible signaling pathway protein-3 »)[6]